# Victor Mishcon, Baron Mishcon
Victor Mishcon, Baron Mishcon DL QC (* 14. August 1915 in London; † 27. Januar 2006 ebenda) war ein britischer Solicitor und Politiker der Labour Party, der sich viele Jahre in der Kommunalpolitik im London County Council (LCC) sowie Greater London Council (GLC) engagierte, viermal ohne Erfolg für ein Abgeordnetenmandat im House of Commons kandidierte und 1978 als Life Peer aufgrund des Life Peerages Act 1958 Mitglied des House of Lords wurde. Als Solicitor betreute er über fünfzig Jahre lang in seiner eigenen Kanzlei zahlreiche bekannte Persönlichkeiten.

## Leben

### Studium, Solicitor und kommunalpolitische Laufbahn
Mishcon, Sohn eines Rabbiners in Brixton sowie einer Lehrerin, absolvierte nach dem Besuch der City of London School (CLS) ein Studium der Rechtswissenschaften. Nach dem Studienabschluss 1937 eröffnete er mit 22 Jahren aufgrund einer zu dieser Zeit bestehenden Judenfeindlichkeit in der Anwaltschaft eine eigene Kanzlei als Solicitor.
Nach dem Ende des Zweiten Weltkrieges begann Mishcon seine politische Laufbahn für die Labour Party in der Kommunalpolitik und war zunächst zwischen 1945 und 1949 Mitglied des Rates des Metropolitan Borough of Lambeth. Daneben wurde er zugleich 1946 Mitglied des London County Council (LCC) und vertrat in diesem bis zur Auflösung des LCC 1965 die Interessen von Brixton. In dieser Zeit wurde er 1947 jüngster Vorsitzender des Finanzausschusses dieses Gremiums. Als Nachfolger von Ivy Molly Bolton war er zwischen 1954 und seiner Ablösung durch Norman George Mollett Prichard 1955 auch Vorsitzender des LCC. 1958 wurde er Vorsitzender des Feuerwehrausschusses des LCC.
Zu seinen bekanntesten Mandanten gehörte Ruth Ellis, die ihren Liebhaber ermordet hatte und nach Verhängung der Todesstrafe als letzte Frau in Großbritannien hingerichtet wurde. Einen Tag vor der Hinrichtung teilte sie Mishcon mit, dass ihr die Waffe, mit der sie ihren Liebhaber David Blakely ermordet hatte, von ihrem früheren Liebhaber Desmond Cussen übergeben wurde, der sie nach Hampstead gefahren hatte, wo sie den Rennfahrer Blakely erschossen hatte. Im Prozess hatte sie nicht gegen Cussen ausgesagt, weil dies verräterisch ausgesehen hätte. Mishcon teilte dies dem Innenministerium (Home Office) mit, woraufhin der langjährige Ständige Unterstaatssekretär des Ministeriums (Permanent Under-Secretary of State), Frank Newsam, informiert wurde, der sich zu diesem Zeitpunkt beim Pferderennen in Ascot aufhielt. Der Polizei gelang es jedoch nicht, Cussen ausfindig zu machen, um dies zu bestätigen. Es wurde jedoch kein Aufschub der Hinrichtung gewährt. Sechs Monate nach der Hinrichtung am 13. Juli 1955 fragte Innenminister (Home Secretary) Gwilym Lloyd George beim Direktor für öffentliche Anklagen (Director of Public Prosecutions) an, ob gegen Cussen Anklage wegen Beihilfe erhoben wurde, was allerdings nicht geschehen war.
Des Weiteren beriet er als Solicitor den Finanzier Maxwell Joseph, der durch zahlreiche Hotelkäufe die Hotelkette Grand Metropolitan gründete. Die Käufe von Hotels wie den Norfolk Hotels wurden von zahlreichen Labour-Mitgliedern jener Zeit als Kapitalismus kritisiert, während Mishcon sie „vollkommen ehrenhafte kommerzielle Transaktionen“ (‚a perfectly honourable commercial transaction‘) bezeichnete.

### Erfolglose Unterhauskandidaturen
Während dieser Zeit kandidierte Mishcon ferner viermal ohne Erfolg für ein Abgeordnetenmandat im House of Commons, und zwar erstmals bei den Wahlen vom 23. Februar 1950. Bei der Wahl unterlag er dem Kandidaten der Conservative Party Donald Kaberry, der 24.161 Stimmen (57,8 Prozent) bekam, während auf ihn lediglich 14.562 Stimmen (34,84 Prozent) entfielen.
Bei den darauf folgenden Unterhauswahlen am 25. Oktober 1951 erlitt er im Wahlkreis Bath eine Niederlage gegen den James Pitman, dem Kandidaten der konservativen Tories, auf den 27.826 Stimmen (55,26 Prozent) entfielen, während Mishcon lediglich auf 22.530 (44,74 Prozent) kam.
Daneben gehörte er von 1953 bis 1954 einer Regierungskommission an, die sich mit der Situation im öffentlichen Personennahverkehr in London befasste. Zwischen 1954 und 1957 war er ferner Mitglied einer Königlichen Kommission zur Homosexualität und Prostitution (Committee on Homosexual Offences and Prostitution), die 1959 den nach dem Vorsitzenden John Wolfenden benannten Wolfenden-Bericht vorlegte. Darin regte die Kommission die Legalisierung privater homosexueller Akte zwischen einwilligenden Erwachsenen über 21 Jahre an. Diese Empfehlung wurde einige Jahre später durch das Sexual Offences Act (Gesetz über sexuell bedingte Straftaten) 1967 in geltendes Recht umgesetzt.
Im Anschluss kandidierte Mishcon bei den Wahlen am 26. Mai 1955 zum ersten Mal im Wahlkreis Gravesend gegen den Conservative-Party-Politiker Peter Michael Kirk. Auf Kirk entfielen dabei 22.058 Stimmen (46,22 Prozent), während er selbst nur 19.149 Wählerstimmen (40,13 Prozent) erhielt.
Bei den Wahlen vom 8. Oktober 1959 kandidierte er zum letzten Mal für ein Unterhausmandat. Auch diesmal unterlag er Kirk im Wahlkreis Gravesend: Diesmal bekam Kirk 27.124 Stimmen (52,08 Prozent) und Mishcon 24.962 Wählerstimmen (47,92 Prozent).
Als Vertreter der Labour Party wurde Mishcon 1964 zum Mitglied des neu eingerichteten Greater London Council (GLC) gewählt und gehörte diesem bis 1967 an. Während dieser Zeit war er auch Vorsitzender des Ausschusses für allgemeine Angelegenheiten dieses Gremiums. Zugleich fungierte er zwischen 1965 und 1967 als Mitglied des Beirates des Royal National Theatre und wurde ferner 1966 auch Mitglied des Beirates des London Symphony Orchestra (LSO) sowie des London Philharmonic Orchestra (LPO). Darüber hinaus war er von 1965 bis 1967 auch Mitglied des Verwaltungsausschusses der Londoner Tourismusbehörde (London Tourist Board).

### Engagement in jüdischen Organisationen, Oberhausmitglied und Seniorpartner der Kanzlei Mishcon de Reya
Mishcon engagierte sich auch in verschiedenen jüdischen Organisationen und war sowohl Vizepräsident als auch Präsident der Vereinigung der jüdischen Jugend (Association of Jewish Youth) sowie zwischen 1967 und 1973 Vizepräsident der Deputiertenrates der Juden Großbritanniens. Daneben setzte er sich für den jüdisch-christlichen Dialog ein in seiner Funktion als Vize-Vorsitzender des Rates der Christen und Juden, eine Position, die er von 1976 bis 1977 bekleidete. Weiterhin war er Vorsitzender des britischen Rates des Shaare Zedek Medical Center in Jerusalem. Zu seinen zahlreichen karitativen Zwecken, die er unterstützte, gehörte die Gründung der Manfred Altman Library des University College London. Zuvor war er Nachfolger von Manfred Altman als Vorsitzender des dort ansässigen Instituts für jüdische Studien.
Durch ein Letters Patent vom 10. Mai 1978 wurde Mishcon, der zwischen 1977 und 1982 Mitglied des South Bank Theatre Board war, als Life Peer mit dem Titel Baron Mishcon, of Lambeth in Greater London, in den Adelsstand erhoben und gehörte bis zu seinem Tod dem House of Lords als Mitglied an. Seine offizielle Einführung (Introduction) als Mitglied des House of Lords erfolgte am 28. Juni 1978 mit Unterstützung durch Anthony Greenwood, Baron Greenwood of Rossendale und Max Rayne, Baron Rayne.
Während dieser Zeit war er zwischen 1983 und 1992 Sprecher der oppositionellen Labour-Fraktion im Oberhaus für Rechtsangelegenheiten und als solcher zugleich „Lordkanzler“ im Schattenkabinett seiner Partei und wurde danach von Derry Irvine, Baron Irvine of Lairg in diesen Funktionen abgelöst.
Mitte der 1980er Jahre spielte Mishcon eine führende Rolle bei geheimen Treffen zwischen Israel und Jordanien. Dabei kam es bei in seinem Landhaus zu mehreren privaten Treffen zwischen dem König von Jordanien Hussein I., dessen Tochter Prinzessin Basma eine Schulfreundin seiner Tochter war, und Shimon Peres, dem damaligen Außenminister Israels.
Die Kanzlei Mishcon betrieb er bis zum Zusammenschluss zur Kanzlei Mishcon de Reya 1988, deren Seniorpartner er wurde. Nach seinem Eintritt in den Ruhestand wurde er 1992 Berater dieser Kanzlei.
Zu weiteren bekannten Klienten von Mishcon zählten Peter Palumbo, Baron Palumbo sowie Jeffrey Archer, den er in einem Schadensersatzverfahren vertrat, in dem dem Schriftsteller ein Schadensersatz von 500.000 Pfund Sterling wegen einer angeblichen Beziehung zu einer Prostituierten zugesprochen wurde. Mishcon war auch Archers Rechtsberater in einem Strafverfahren im Jahr 2001, in dem Archer schließlich wegen Meineides in dem vorherigen Verfahren zu einer Freiheitsstrafe von vier Jahren verurteilt wurde.
Ferner beriet er die Söhne des Verlegers Robert Maxwell, die 1992 wegen einer Pensionsfonds-Affäre festgenommen und der Verschwörung zum Betrug angeklagt, 1996 aber freigesprochen wurden. Seine Kanzlei wurde ferner von Diana, Princess of Wales mit der Durchführung des Scheidungsverfahrens beauftragt, wenngleich Mishcon zu diesem Zeitpunkt nur noch Berater der Kanzlei war.
Für seine Verdienste wurde Mishcon mehrmals ausgezeichnet und erhielt 1991 einen Ehrendoktor der University of Birmingham. Am 28. April 1992 war er einer der ersten – und nach wie vor wenigen – Solicitors, die zum Kronanwalt (Queen’s Counsel) berufen wurden. Mishcon, der auch Kommandeur des Nordstern-Orden wurde, wurde darüber hinaus bereits 1954 mit dem Orden des Sterns von Äthiopien sowie 1995 mit dem Orden des Sterns von Jordanien geehrt.